# Helianthemum virgatum
Helianthemum virgatum är en solvändeväxtart. Helianthemum virgatum ingår i släktet solvändor, och familjen solvändeväxter.

## Underarter
Arten delas in i följande underarter:
- H. v. africanum
- H. v. virgatum